# Нефрон
Нефрон јесте микроскопска структурна и функционална јединица бубрега.  Здрава одрасла особа има 1 до 1,5 милиона нефрона у сваком бубрегу. Нефрон користи четири механизма за претварање крви у мокраћу (урин), којом се излучују бројне супстанце: филтрацију, реапсорпцију, секрецију и излучивање.

## Анатомија
Нефрон се састоји од бубрежног корпускула и бубрежног тубула. Бубрежно тело се састоји од снопа капилара који се називају гломерул и структуре у облику чаше која се зове Бауманова капсула.

### Бубрежни корпускул
Бубрежни корпускул који е место филтрације крвне плазме, састоји се од гломерула и гломеруларне капсуле или Бауманове капсуле. Оно има два пола: васкуларни и тубуларни пол. Артероле из бубрежне циркулације улазе и излазе из гломерула на васкуларном полу. Гломеруларни филтрат напушта Бауманову капсулу на бубрежном тубулу на уринарном полу.

### Гломерул
Гломерул је мрежа филтрирајућих капилара који се налазе на васкуларном полу бубрежног корпускула у Баумановој капсули. Сваки гломерул се снабдева крвљу из аферентне артериоле бубрежне циркулације. Гломеруларни крвни притисак обезбеђује покретачку снагу да се вода и растворене супстанце филтрирају из крвне плазме у унутрашњост Бауманове капсуле, која се зове Бауманов простор.
Само око петине плазме се филтрира у гломерулу. Остатак прелази у еферентну артериолу. Пречник еферентне артериоле је мањи од пречника аферентне и ова разлика повећава хидростатички притисак у гломерулу.

### Бауманова капсула
Бауманова капсула, која се назива и гломеруларна капсула, окружује гломерул. Састоји се од висцералног унутрашњег слоја формираног од специјализованих ћелија званих подоцити и париеталног спољашњег слоја састављеног од једноставног сквамозног епитела. Течности из крви у гломерулу ултрафилтрирају се кроз неколико слојева, што доводи до онога што је познато као филтрат.
Унутрашњост Бауманове капсуле, названа Бауманов простор, сакупља филтрат из филтерских капилара гломеруларног прамена, који такође садржи мезангијалне ћелије које подржавају ове капиларе. Ове компоненте функционишу као јединица за филтрацију и чине бубрежно тело. Филтерска структура (преграда за гломеруларну филтрацију) има три слоја састављена од ендотелних ћелија, базалне мембране и подоцита.

### Бубрежни тубул
Бубрежни тубул се протеже од бубрежне капсуле. Капсула и тубул су повезани и састављени су од епителних ћелија са луменом. Структура и функција епителних ћелија које облажу лумен мењају се током нефрона и имају сегменте назване по њиховој локацији и што се одражава и на њихове различите функције.  
Тубул има пет анатомски и функционално различитих делова: проксимални тубул, који има увијени пресек, проксимални увијени тубул праћен раван пресеком (проксимални раван тубул); Хенлеова петља, која има два дела, опадајућу Хенлеову петљу („силазну петљу“) и Хенлеову узлазну петљу („узлазну петљу“); дистални увијени тубул ("дистална петља"); спојни тубул, а последњи део нефрона сабирни канали. Нефрони имају две дужине са различитим капацитетима концентрације урина: дуги јукстамедуларни нефрони и кратки кортикални нефрони.

## Физиологија
Крв која пролази кроз бубрег филтрира се кроз три слоја нефрона: ендотелне ћелије зида капилара, његову базалну мембрану и између ножних избочина подоцита у капилару. облога капсуле. Тубул има суседне перитубуларне капиларе које пролазе између силазног и узлазног дела тубула. Како течност из капсуле тече наниже у тубуле, обрађују је епителне ћелије које облажу тубуле. Вода се поново апсорбује и супстанце се размењују (неке се додају, друге се уклањају); прво са интерстицијском течношћу изван тубула, а затим у плазму у суседним перитубуларним капиларама кроз ендотелне ћелије које облажу ту капиларну мрежу. Овај процес регулише запремину телесне течности, као и нивое многих телесних супстанци. На крају тубула, преостала течност — мокраћа или урин  која се састоји се од воде, метаболичког отпада и токсина — излази ван организма.
Четири механизма који се користе за стварање и обраду филтрата (чији је резултат претварање дела крви у мокраћу) су филтрација, реапсорпција, секреција и излучивање. Филтрација или ултрафилтрација се дешава у гломерулу и углавном је пасивна: зависи од интракапиларног крвног притиска. Отприлике једна петина плазме се филтрира док крв пролази кроз гломеруларне капиларе; четири петине се наставља у перитубуларне капиларе. Обично једине компоненте крви које се не филтрирају у Баумановој капсули су крвни протеини, црвена крвна зрнца, бела крвна зрнца и тромбоцити. Преко 150 литара течности улази у гломеруле одрасле особе сваког дана: 99% воде у том филтрату се реапсорбује. Реапсорпција се дешава у бубрежним тубулима и или је пасивна, због дифузије, или активна, због пумпања против градијента концентрације. Секрет се такође јавља у тубулима и сабирном каналу и активан је. Супстанце које се реапсорбују укључују: воду, натријум хлорид, глукозу, аминокиселине, лактат, магнезијум, калцијум фосфат, мокраћну киселину и бикарбонат. Излучене супстанце укључују уреу, креатинин, калијум, водоник и мокраћну киселину. Неки од хормона који сигнализирају тубулима да мењају стопу реапсорпције или секреције и на тај начин одржавају хомеостазу, укључују (заједно са супстанцом на коју утиче) антидиуретички хормон (вода), алдостерон (натријум, калијум), паратироидни хормон (калцијум, фосфат), атријални натриуретски пептид (натријум) и натријуретски пептид мозга (натријум). Противструјни систем у бубрежној медули обезбеђује механизам за стварање хипертоничног интерстицијума, који омогућава опоравак воде без раствора из нефрона и враћање у венску васкулатуру када је то потребно. 

## Клинички значај
Пацијенти у раним стадијумима хроничне болести бубрега показују приближно око 50% смањење броја нефрона, што је упоредиво са губитком нефрона који се јавља током ппроцеса старења (а ( између 18–29 година и 70–75 година).
Болести нефрона претежно погађају или гломеруле или тубуле, па се дела на; 
Гломеруларне болести бубрега, које укључују:
- дијабетесну нефропатију,[7]

- гломерулонефритис,

- ИгА нефропатију.

Тубуларне болести бубрега, које  укључују:
- акутну тубулну некрозу,
- бубрежну и тубуларну ацидозу

- полицистичну болест бубрега.[8]

## Галерија
- Дистрибуција крвних судова у кортексу бубрега. (Иако слика означава еферентни крвни суд као вену, то је заправо артериола.)
- Гломерул (црвено)Бауманова капсула (бело).
- Бубрежно ткиво
- Гломерул
- Ова слика приказује типове ћелија присутних у делу гломерула нефрона бубрега. Присутни су подоцити, ендотелне ћелије и гломеруларне мезангијалне ћелије.